# Almodóvar del Pinar
Almodóvar del Pinar è un comune spagnolo di 447 abitanti situato nella comunità autonoma di Castiglia-La Mancia.